# Великие Лесовцы
Вели́кие Лесовцы́ (укр. Великі Лісівці) — село на Украине, основано в 1746 году, находится в Попельнянском районе Житомирской области.
Код КОАТУУ — 1824781201. Население по переписи 2001 года составляет 432 человека. Почтовый индекс — 13500. Телефонный код — 4137. Занимает площадь 2,534 км².

## Адрес местного совета
13525, Житомирская область, Попельнянский р-н, с.Великие Лесовцы, ул.Ленина